# Hu Nai-yuan
Hu Nai-yuan (en chinois : 胡乃元, pinyin : Hú Nǎiyuán ; pe̍h-ōe-jī : Hô͘ Nái-gôan, né en 1961 à Tainan) est un violoniste taïwanais.
Il remporte le premier prix du Concours Reine Élisabeth de Belgique en 1985.